# پامفری (مریلند)
پامفری (به انگلیسی: Pumphrey) یک منطقهٔ مسکونی در ایالات متحده آمریکا است که در شهرستان آنا آروندل، مریلند واقع شده‌است. پامفری ۶٫۶ کیلومتر مربع مساحت و ۵٬۳۱۷ نفر جمعیت دارد و ۲۱ متر بالاتر از سطح دریا واقع شده‌است.